# Erik Bille-Brahe
Erik baron Bille-Brahe (1. september 1883 på Fraugdegaard – 8. august 1944) var en dansk officer.
Erik Bille-Brahe var den ældste søn af hofjægermester Preben baron Bille-Brahe og Elisabeth f. Cederfeld de Simonsen, blev student fra Odense Katedralskole 1902, sekondløjtnant 1905 og samme år premierløjtnant i Feltartilleriet, adjutant hos forsvarsministeren 1914-1917, kaptajn 1919, chef for Feltartilleriets Underofficersskole 1919-1923, chef for Generalstabens taktiske afdelings fæstnings- og trafiksektion 1923-1928 og blev 1928 personlig adjutant for Kong Christian 10.
Bille-Brahe var blandt de militærfolk, der var skuffede over den hurtige overgivelse, da tyskerne besatte landet i 1940. Han endte som generalmajor og generalinspektør for det danske artilleri, og i den egenskab måtte han overgive det danske artilleri til den tyske general Hermann von Hanneken den 29. august 1943 i forbindelse med Operation Safari.
Han døde som en syg og nedbrudt mand i 1944, 60 år gammel. Han var da Kommandør af 1. grad af Dannebrogordenen og Dannebrogsmand.
Bille-Brahe var gift med Elisabeth, f. de Jonquières (1855-1971), datter af overpræsident Frederik de Jonquières.